# Park Narodowy Padjelanta

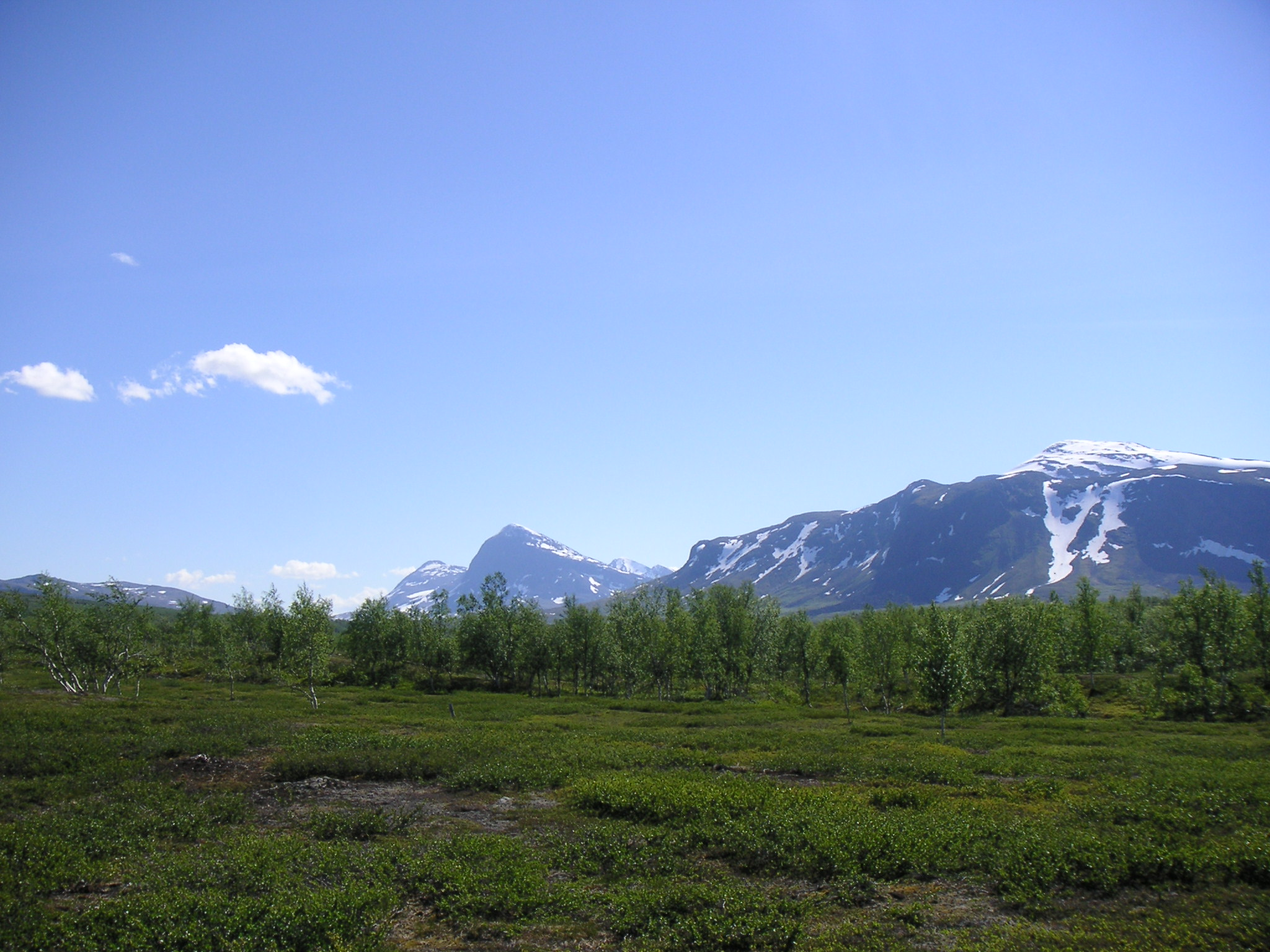
Szczyty Niják (1922 m n.p.m.) i Gisuris na terenie Parku Narodowego Padjelanta

Park Narodowy Padjelanta (szw. Padjelanta nationalpark) – park narodowy, największy w Szwecji i jeden z największych w Europie. Jest położony na terenie gminy Jokkmokk, w regionie Norrbotten. Park utworzono w 1962 roku, a w 1996 wraz z położonymi w pobliżu parkami narodowymi Sarek, Muddus i Stora Sjöfallet trafił na listę światowego dziedzictwa UNESCO jako obszar Laponia. Na zachodzie granicę parku wyznacza granica państwowa z Norwegią. Po norweskiej stronie leży Park Narodowy Rago.
Nazwa parku wywodzi się ze słowa Badjelánnda, które w języku lule oznacza wyżynę bądź teren górski, co znajduje odzwierciedlenie w rzeczywistości, gdyż znaczna część parku leży powyżej granicy drzew. Obecnie na terenie parku znajdują się 3 wsie Lapończyków – Duorbun, Jåhkågasska oraz Sirges. Ich mieszkańcy wypasają renifery na łąkach parku.
Park chroni głównie płaskowyż otaczający jeziora Vastenjaure i Virihaure, którego pojedyncze szczyty sięgają 1850 m n.p.m. W rezultacie krajobraz parku jest dość płaski, szczególnie w porównaniu z alpejskim charakterem Parku Narodowego Sarek, położonego na wschód od Padjelanta. Pomimo pozornego ubóstwa przyrodniczego, liczba gatunków roślin jest zaskakująco wysoka: na terenie Parku Narodowego Padjelanta stwierdzono 413 gatunków roślin, co jest rekordowym wynikiem na szwedzkich fieldach.

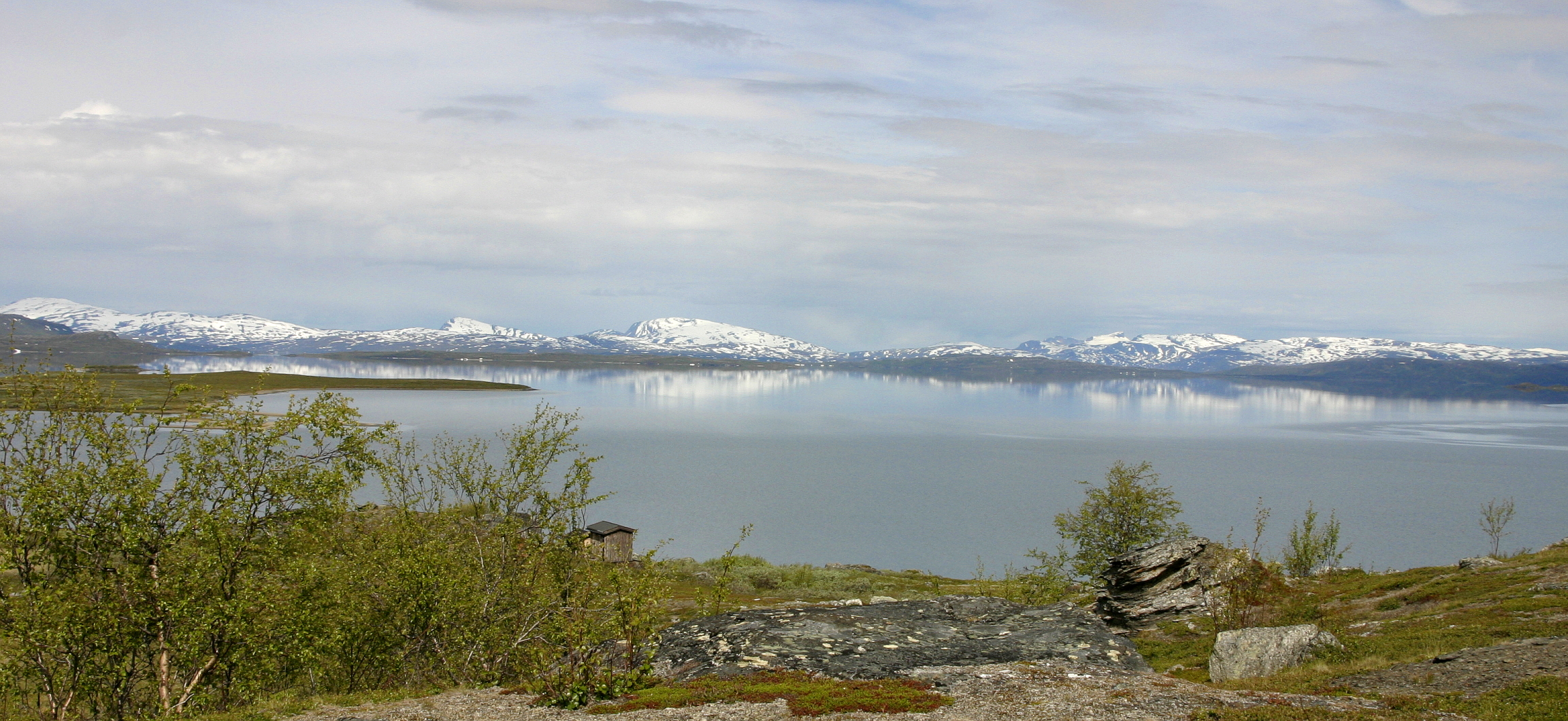
Jezioro Virihaure

Spośród ssaków na terenie parku można spotkać m.in. niedźwiedzia brunatnego, rysia, lisa polarnego i rosomaka. Z ptaków sowę śnieżną, sokoła białozora i gęś małą.
Na teren parku można dostać się łodzią z Ritsem przez jezioro Akkajaure lub w czasie letnich miesięcy samolotem do stacji badawczej Staloluokta.
Przez teren parku przebiega znany szlak turystyczny zwany Padjelantaleden (Szlak Padjelanta). Szlak ma 160 km długości i jego punkty końcowe leżą w Kvikkjokk na południowym wschodzie i w Vaisaluokta lub Änonjalme poniżej szczytu Áhkká na północy.
Niektóre źródła podają, że południowo-wschodnia zatoka jeziora Rissájávrre jest szwedzkim biegunem niedostępności. Droga położona najbliżej tego punktu znajduje się w odległości 47 km. Izolacja tego miejsca jest częściowo iluzją, gdyż szlak Padjelantaleden przebiega w odległości mniej niż 5 km od tego punktu.